# Juan Latino
Juan Latino, también conocido como Juan de Sessa (Etiopía o Cabra, c. 1518 - 1594<1597 Granada) fue un poeta y humanista del Renacimiento español. Se le puede considerar la primera persona negra que recibió estudios universitarios en Europa y que alcanzó una cátedra; esta la tuvo de Gramática y Lengua Latina en la Universidad de Granada.

## Biografía
Juan de Sessa nació sobre 1518, hijo de una esclava negra africana, y fue comprado por Elvira Fernández de Córdoba, ii duquesa de Sessa, hija del Gran Capitán, y su esposo Luis Fernández de Córdoba y Zúñiga, el iv conde de Cabra, obteniendo el apellido por su dueña. En un verso de su obra (Aethiopum terris venit), Juan Latino afirmó haber nacido en Etiopía, aunque este topónimo se refería en la época de forma general al África subsahariana. Fue asignado al hijo de sus señores Gonzalo, algo más joven que él y con quien desarrollaría una fuerte relación. Su acérrimo enemigo literario, León Roque de Santiago, aseguró que era hijo natural de Luis Fernández de Córdoba y Zúñiga, y por tanto medio hermano de Gonzalo, algo que ninguno de sus opositores coetáneos afirmaron. Eso sí, se crio en el castillo palaciego de Baena.
En 1524 falleció la duquesa en Italia, y dos años después lo haría el conde, instalándose Gonzalo y sus hermanas en Granada al cuidado de su abuela materna, donde Gonzalo fue educado e instruido en las artes liberales siempre acompañado por Juan. Durante esos años, Juan aprovechó la educación que impartían al joven duque al participar con él en las lecciones. Más tarde, al tener que acompañarlo a sus clases en la Universidad de Granada, logró seguirlas también, todo un reto, "pues no le estaba permitido entrar en las aulas y tenía que escuchar desde fuera".
Fue protegido de todos los arzobispos de su tiempo y, especialmente, estrecho amigo del presidente de la Real Chancillería, Pedro de Deza.
Fue manumitido en 1538 y continuó sus estudios en Granada. Allí estuvieron también, y tal vez los llegaría a conocer, Juan Boscán, Garcilaso de la Vega y Juan Rufo; con este último se solía confundir a Juan Latino, ya que compuso un poema de igual título que él, Austriada. El asunto de esa composición épica en hexámetros latinos tenía que ver con la estancia de Juan de Austria en Granada, lo que sugirió a Deza encargarle a Juan Latino la tarea de escribir un gran poema que cantara la gran hazaña de la victoria de Lepanto en versos latinos; es de suponer que para recabar información de primera mano lo entrevistó por entonces. 
El 2 de febrero de 1546 obtuvo el título de bachiller en Filosofía. Se enamoró de una de sus alumnas a la que daba clases de música, la joven noble Ana de Carleval, dama distinguida hija de un veinticuatro (administrador del Ducado de Sessa). El caso es que la relación fructificó, el casamiento tuvo lugar entre 1547 y 1548, y el matrimonio tuvo cinco hijos. El dramaturgo sevillano Diego Jiménez de Enciso compuso sobre él y sus amores con su alumna y futura esposa blanca una obra teatral llamada Juan Latino.
En 1556 alcanzó el grado de licenciado universitario y el 31 de diciembre de 1556 recibió en la Universidad de Granada para regirla, de manos de Pedro Guerrero, arzobispo de Granada, la cátedra de Gramática y de Lengua Latina, cargo que desempeñó durante veinte años.
El 3 de diciembre de 1578 murió su amigo de la infancia y protector Gonzalo Fernández de Córdoba, y Juan Latino le comentaba al nuevo arzobispo, Juan Méndez de Salvatierra, también de humilde cuna, su cariño a su amigo de la infancia en una sentida elegía: "Tanto pueden las letras, que al faltarnos éstas, ni vos saliéredes del campo tras de un arado, ni yo de una caballeriza almohazando caballos".
Retirado de la docencia en 1586, falleció entre 1594 y 1597, y fue enterrado en la iglesia de santa Ana, donde también serían enterrados su esposa y descendientes.

## Obras
La producción poética conservada de Juan Latino se resume en tres volúmenes: 
Epigramas (Ad catholicum pariter... Philippum, Deque Sanctissimi Pii Quinti... y Austrias Carmen.), (1573)Composiciones dedicadas al presunto heredero de la corona, Fernando, hijo de Felipe II y su segunda mujer, Doña María de Portugal, nacido el año de 1571. Dedicadas al papa Pío V. Y su composición poética más extensa, Austriadis Carmen, la primera obra poética, con fecha comprobada, que se refiere a la batalla de Lepanto (habida el 7 de octubre de 1571). La compuso en menos de un año, pues el privilegio de impresión está fechado en octubre de 1572, y utiliza el difícil latín humanístico de la época, preñado de evocaciones de Virgilio y de un gran estilo retórico.
De translatione corporum regalium (1576)Un minucioso y detallado relato del traslado al panteón del Real Monasterio de San Lorenzo de El Escorial de los cuerpos reales depositados en Granada, por mandato de Felipe II: el de su madre la emperatriz Isabel, su primera mujer María de Portugal y sus dos hermanos Fernando y Juan. Junto al relato se publica el conjunto de epigramas que decoraron los túmulos.
Ad Excellentissimum et Invictissimum D. D. Gonzalum Ferdinandez a Corduba, (1585)Una sentida elegía a su amigo y protector.

## Epónimos
- IPEP Juan Latino (Instituto Provincial de Educación Permanente de Granada)

- Datos: Q1408974